# Centón (manta)
Se llamaban centones (del latín cento, ōnis, y éste del griego κέντρων "pieza hecha de retales") a las grandes mantas o fundas hechas de pieles con que se cubrían las grandes máquinas de sitio y otros pertrechos. 
Los soldados se servían de centones, esto es, paños viejos recosidos y acolchados con telas diversas para resguardarse de las flechas enemigas. El oficial encargado exclusivamente en la legión de los centones, se llamaba centonario. También se daba este nombre a una capucha que se llevaba bajo el casco. Esta voz se puede encontrar tanto en la obra de César (Guerra civil 2.9) como en la de Vegecio. 